# Francesc Gil
Francesc Gil (? País Valencià, segle xviii - ? País Valencià, segle XIX) va ser un botànic valencià.
Col·laborà amb Antoni Cavanilles i Palop en la recol·lecció de plantes del País Valencià. Hi ha una constància d'un manuscrit seu "Apuntes sobre plantas de Valencia, con sus nombres científicos y vulgares", on se citaven diverses plantes de València. A l'inici del 1802, el rector de la Universitat de València Vicent Blasco va encarregar-li el disseny del Jardí Botànic a l'Hort de Tramoieres, als afores de la ciutat. Durant la invasió francesa, s'estigué a Mallorca, on herboritzà, arranjà un petit jardí botànic a l'hort del Temple i inicià un curs de botànica. Tornà a València el 1815 i fou corresponsal de Mariano Lagasca, a qui envià plantes dels saladars del l'Albufera de València i diferents varietats d'arròs, i el 1820 donà cursos d'agricultura a la Societat Econòmica d'Amics del País.